# Центральная группа войск
Центральная группа войск (ЦГВ, чеш. Střední skupina vojsk) — оперативно-стратегическое объединение (группа войск) Советских Вооружённых Сил, дважды существовавшее в период после окончания Великой Отечественной войны: в 1945—1955 годах (дислоцировалась на территории Австрии и Венгрии) и в 1968—1991 годах (дислоцировалась в ЧССР).

## Центральная группа войск (1-го формирования)
Была сформирована 10 июня 1945 года в соответствии с директивой Ставки Верховного Главнокомандования № 11096 от 29 мая 1945 года из войск Первого Украинского фронта. Изначально в составе группы находились советские войска в Австрии, Венгрии и Чехословакии.

На момент сформирования в состав Центральной группы войск входили 5-я гвардейская армия, 7-я гвардейская армия, 9-я гвардейская армия, 4-я гвардейская армия, 1-й гвардейский кавалерийский Житомирский Краснознамённый корпус имени СНК УССР, 7-й артиллерийский Львовский Краснознамённый корпус прорыва, 10-й артиллерийский Силезский корпус прорыва, 3-я гвардейская танковая армия, 4-я гвардейская танковая армия, 18-й танковый Знаменско-Будапештский Краснознамённый, орденов Суворова и Кутузова корпус, 7-й гвардейский механизированный Нежинско-Кузбасский ордена Суворова корпус, 2-я воздушная армия. Впоследствии численность группы войск постоянно снижалась за счет расформирования и вывода советских войск в СССР. В частности, почти полностью были выведены войска с территории Чехословакии.
По состоянию на июнь 1955 года в составе группы находились:
- Управление и штаб (1507 военнослужащих и 308 служащих);
- 95-я гвардейская стрелковая Полтавская ордена Ленина, Краснознамённая, орденов Суворова и Богдана Хмельницкого дивизия,
- 13-я гвардейская механизированная Полтавская ордена Ленина, дважды Краснознамённая, орденов Суворова и Кутузова дивизия,
- 23-я зенитная артиллерийская Тарнопольская дивизия,
- части обслуживания и тыловые части (29794 военнослужащих и 1547 рабочих и служащих) — размещались на территории Австрии;
- две механизированные дивизии — на территории Венгрии;
- Управление 59-й воздушной армии, четыре авиационные дивизии (по две на территории Австрии и Венгрии), отдельный разведывательный авиационный полк (7502 военнослужащих и 816 рабочих и служащих только в Австрии).

Общая численность Центральной группы войск по штату составляла 38803 военнослужащих и 2671 рабочий и служащий. После её расформирования воинские части были переведены из Австрии во внутренние военные округа на территории СССР, а из оставшихся на территории Венгрии был сформирован Особый корпус .

### Командующие (ЦГВ 1-го формирования)
- 10.06.1945 — 27.04.1946 — Маршал Советского Союза   И. С. Конев;
- 12.06.1946 — 20.04.1949 — генерал армии  В. В. Курасов;
- 20.04.1949 — 12.05.1953 — генерал-лейтенант артиллерии В. П. Свиридов;
- 14.05.1953 — 31.05.1954 — генерал армии  С. С. Бирюзов;
- 31.05.1954 — 14.04.1955 — генерал-полковник  А. С. Жадов.

## Центральная группа войск (2-го формирования)

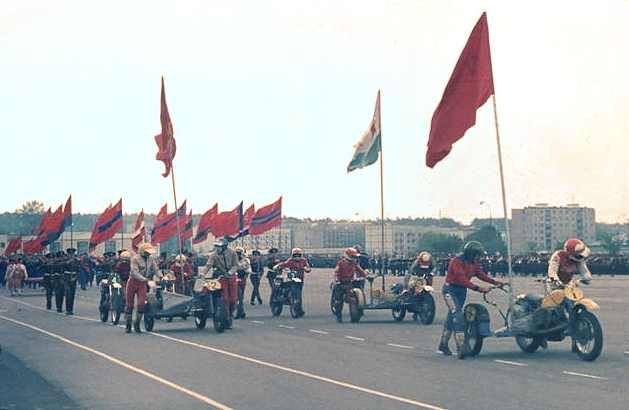
9 мая в штаб-квартире ЦГВ, 1984

Советские войска были введены в ЧССР в ночь с 20 на 21 августа 1968 в ходе операции «Дунай», а 16 октября того же года был подписан договор между правительствами СССР и Чехословакии о создании на территории страны Центральной группы войск. Штаб ЦГВ размещался в чешском городке Миловице недалеко от Праги. Первым командующим стал генерал-лейтенант А. М. Майоров.
После бархатной революции в Чехословакии, 26 февраля 1990 в Москве правительства СССР и ЧССР подписали соглашение о полном выводе ЦГВ. 21 июня 1991 Чехословакию покинул последний эшелон, а 27 июня 1991 ЧСФР покинул последний командующий — генерал-полковник Э. А. Воробьёв.

«Еще неизвестно, как бы сложилось послевоенное устройство мира, не будь советских войск в Германии, Чехословакии, Венгрии и Польше»— Генерал-полковник М.П. Бурлаков, последний Главком ЗГВ
На момент заключения соглашения на территории Чехословакии находилось 73500 солдат срочной службы, 18500 офицеров и 44340 гражданских специалистов и членов семей военных — всего 136340 человек. Боевой арсенал советской группировки состоял из 1412 танка, 2563 боевых машин и бронетранспортеров, 1246 артиллерийских орудий, 103 самолёта, 173 вертолёта и 94824 тонны обмундирования. Для транспортировки этого огромного количества людей и полезных вещей за 16 месяцев было сформировано 825 специальных железнодорожных составов, сотни отдельных вагонов отправлялись на советскую территорию вместе с обычными товарняками.

### Состав
С учётом осуществлявшегося в конце 1980-х — начале 1990-х годов вывода советских войск из Чехословакии, на 19 ноября 1990 года в составе ЦГВ оставалась только 18-я гв. мсд и ряд частей. 48-я мсд выведена первой в КиевВО, 30-я гв. мсд была выведена в Белоруссию, 31-я танковая дивизия в МВО (Горький), 15-я гв. тд в УрВО (Чебаркуль), 18-я гв. мсд выведена последней в Калининградскую область.
Соединения ЦГВ и места их дислокации во вторую половину 1980-х:
- Управление группы, штаб и 259-й отдельный батальон охраны и обеспечения штаба группы (Миловице)
- 15-я гвардейская танковая Мозырская Краснознамённая, ордена Суворова дивизия, Миловице (Чехия)
- 18-я гвардейская мотострелковая Инстербургская Краснознамённая, ордена Суворова дивизия, Млада Болеслав (Чехия)

Всего: 124 танка Т-72, 71 БМП (15 БМП-2, 38 БМП-1, 18 БРМ-1К), 34 БТР-60, 50 САУ (34 2С1, 16 2С3), 18 орудий Д-30, 28 миномётов 2С12, 15 РСЗО Град
- 48-я мотострелковая Ропшинская ордена Октябрьской Революции, Краснознамённая дивизия имени М. И. Калинина, Высоке Мито (Чехия)

- 131-я смешанная авиационная дивизия (Миловице (Божи-Дар));
- 7-я отдельная бригада связи (Миловице-Оломоуц);
- 122-я ракетная бригада (Границе-на-Мораве);
- 185-я гвардейская ракетная Сталинградская Краснознамённая, орденов Кутузова и Богдана Хмельницкого бригада (Турнов);
- 442-я ракетная бригада (Мимонь) — создана 28 августа 1988 из ордн дивизий;
- 211-я гвардейская артиллерийская Сандомирская ордена Ленина, Краснознамённая бригада (Есеник);
- 5-я зенитная ракетная бригада (Курживоды[чеш.]);
- 490-й отдельный вертолётный полк (Оломоуц);
- 130-й отдельный полк связи (Миловице);
- 91-й инженерно-сапёрный полк (Млада Болеслав);
- 233-й отдельный радиотехнический полк ОсНаз (Лазне-Богданеч);
- 199-я отдельная вертолётная эскадрилья (Градчане);
- 58-й отдельный переправочно-десантный батальон (Миловице);
- 901-й отдельный десантно-штурмовой батальон (Риечки);
- 1921-й отдельный батальон РЭБ (Мимонь);
- 129-й отдельный батальон химической защиты (Червена Вода);
- 563-й отдельный понтонно-мостовой батальон (Врх Бела);
- 1257-й отдельный понтонно-мостовой батальон (Оломоуц);
- 821-й отдельный радиорелейно-кабельный батальон (Йиржице);
- 57-й отдельный радиотехнический батальон ПВО (Нератовице);
- 670-я отдельная рота спецназа ГРУ (Лазне Богданеч);
- 6451-я ремонтно-восстановительная база (Пардубице);
- 322-й узел связи (Миловице);
- 1672-й узел связи Генерального штаба (Миловице);
- 1883-й Центральный узел ФПС (Миловице).

- 28-й армейский корпус
  - Управление командующего, штаб и отдельная рота охраны и обеспечения (г. Оломоуц);
  - Соединения и части корпусного подчинения;
  - 30-я гвардейская мотострелковая Иркутско-Пинская орденов Ленина и Октябрьской Революции, трижды Краснознамённая, ордена Суворова дивизия имени Верховного Совета РСФСР, Зволен (Словакия)
  - 31-я танковая Висленская Краснознамённая, орденов Суворова и Богдана Хмельницкого дивизия[9], Брунталь (Чехия)

### Командный состав ЦГВ (2-го формирования)

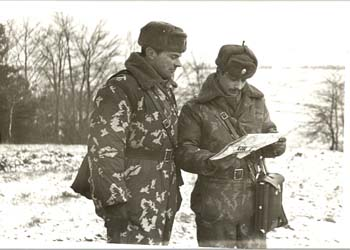
Учения на Либавском полигоне, зима 1985

Командный состав Центральной группой войск (2-го формирования):
Командующие
- 16 октября 1968 — 16 июля 1972 — генерал-лейтенант, с февраля 1969 — генерал-полковник Майоров, Александр Михайлович
- 17 июля 1972 — 4 ноября 1976 — генерал-полковник  Тенищев, Иван Иванович
- 5 ноября 1976 — 3 января 1979 — генерал-лейтенант, с апреля 1977 — генерал-полковник Сухоруков, Дмитрий Семенович
- 4 января 1979 — 30 декабря 1980 — генерал-полковник Язов, Дмитрий Тимофеевич
- 31 декабря 1980 — 30 сентября 1984 — генерал-полковник Борисов, Григорий Григорьевич
- 1 октября 1984 — декабрь 1987 — генерал-полковник Ермаков, Виктор Фёдорович
- декабрь 1987 — 19 июня 1991 — генерал-лейтенант, с октября 1988 — генерал-полковник Воробьёв, Эдуард Аркадьевич

1-е заместители командующего
- 16 октября 1968 — 2 октября 1970 — генерал-майор танковых войск, с февраля 1969 генерал-лейтенант танковых войск Литовцев, Дмитрий Иванович
- 2 октября 1970 — 28 февраля 1973 — генерал-майор, с ноября 1971 генерал-лейтенант Баштаников, Николай Григорьевич
- 28 февраля 1973 — 1980 — генерал-майор, с ноября 1973 генерал-лейтенант Ермаков, Владимир Ефимович[11]
- 1980 — июнь 1983 — генерал-лейтенант Боков, Сергей Петрович
- июнь 1983 — 1987 — генерал-лейтенант Суродеев, Сергей Алексеевич
- 1987 — июнь 1991 — генерал-майор, с февраля 1989 генерал-лейтенант Малашкевич, Владимир Сергеевич

Начальники штаба
- 16 октября 1968 — 26 февраля 1971 — генерал-майор танковых войск, с апреля 1970 генерал-лейтенант танковых войск Радзиевский, Сергей Иванович
- 26 февраля 1971 — 1976 — генерал-майор, с ноября 1971 — генерал-лейтенант Мальцев, Павел Васильевич
- 1976 — 1981 — генерал-лейтенант Кожбахтеев, Виктор Михайлович
- 1981 — 1984 — генерал-лейтенант Панкратов, Валентин Матвевич
- 1984 — июль 1987 — генерал-лейтенант Тюрин, Алексей Николаевич
- 16.07.1987 — 25.06.1989 — генерал-лейтенант Щепин, Юрий Фёдорович[12]
- август 1990 — ноябрь 1990 — генерал-лейтенант Овчинников, Александр Титович[13]
- ноябрь 1990 — июнь 1991 — генерал-майор Пропащев, Геннадий Николаевич

Члены военного совета — Начальники политуправления
- 1968—1973 — генерал-лейтенант Золотов, Семён Митрофанович
- 1973—1979 — генерал-лейтенант Максимов, Константин Александрович
- 1979—1982 — генерал-лейтенант Гоглев, Михаил Иванович
- 1982—1985 — генерал-лейтенант Коваленко, Николай Степанович
- 1985—1987 — генерал-лейтенант Шляга, Николай Иванович
- 1987—1989 — генерал-лейтенант Гребенюк, Владимир Иванович
- 1987—1991 — генерал-лейтенант Шариков, Борис Иванович

## Поезд «Дружба»

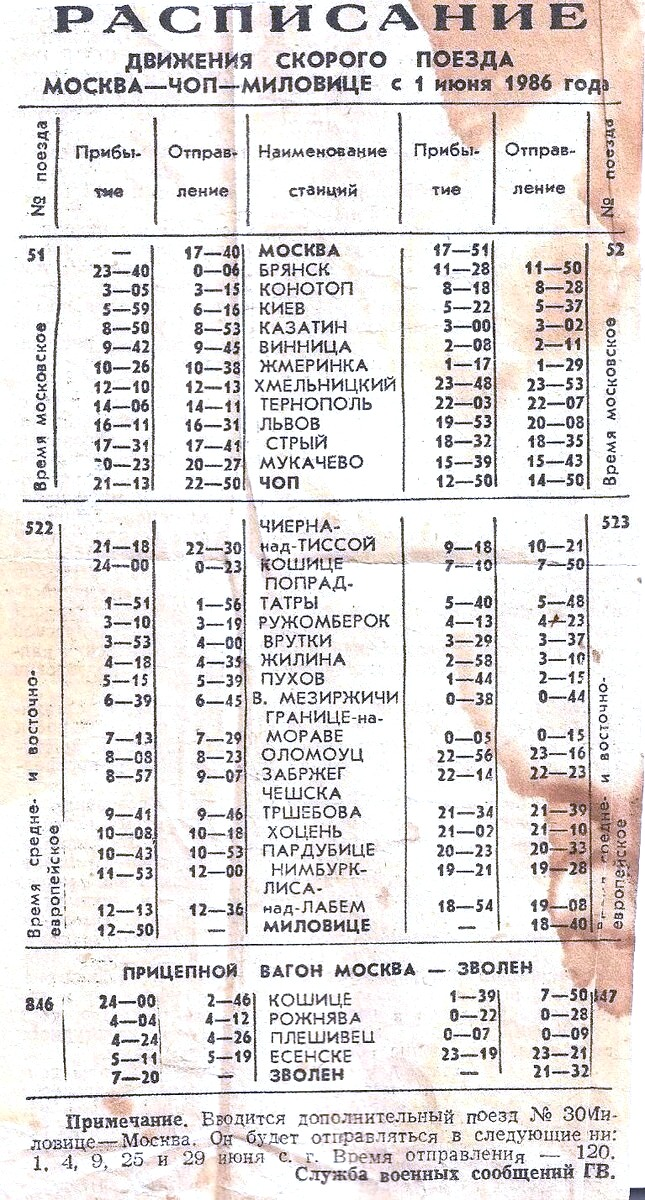
Расписание поезда в 1986 году

Для доставки военнослужащих и членов их семей до лета 1991 функционировал ежедневный поезд 522/523 «Дружба», следующий по маршруту Москва-Киевская — Брянск — Сухиничи — Конотоп — Киев-Пассажирский — Казатин — Винница — Жмеринка — Хмельницкий — Тернополь — Львов — Стрый — Чоп — Чьерна-над-Тисоу — Словенске-Нове-Место — Михаляны — Кошице — Кисак — Маргецаны — Попрад-Татры — Штрба — Ружомберок — Врутки — Жилина — Поважска Бистрица — Пухов — Горни-Лидеч — Валашске-Мезиржичи — Границе-на-Мораве — Оломоуц — Забржег-на-Мораве — Ческа-Тршебова — Усти-над-Орлици — Хоцень — Пардубице — Колин — Лиса-над-Лабем — Миловице. Поезд выезжал из Москвы после полудня, со станции Миловице около 18-19 часов.[значимость факта?]
На вокзале Кошице от него отцеплялся прицепной вагон Москва-Киевская — Зволен, следующий по маршруту Кошице — Рожнява — Плешивец — Есенске — Лученец — Зволен.[значимость факта?]